# Айони (град, Калифорния)
Айоун (на английски: Ione) е град в окръг Амадор, щата Калифорния, САЩ. Айоун е с население от 7827 жители (по приблизителна оценка за 2017 г.) и обща площ от 12,4 km². Намира се на 91 m надморска височина. ЗИП кодовете му са 95640, а телефонният му код е 209.